# Санкт-Петербургский Союз архитекторов

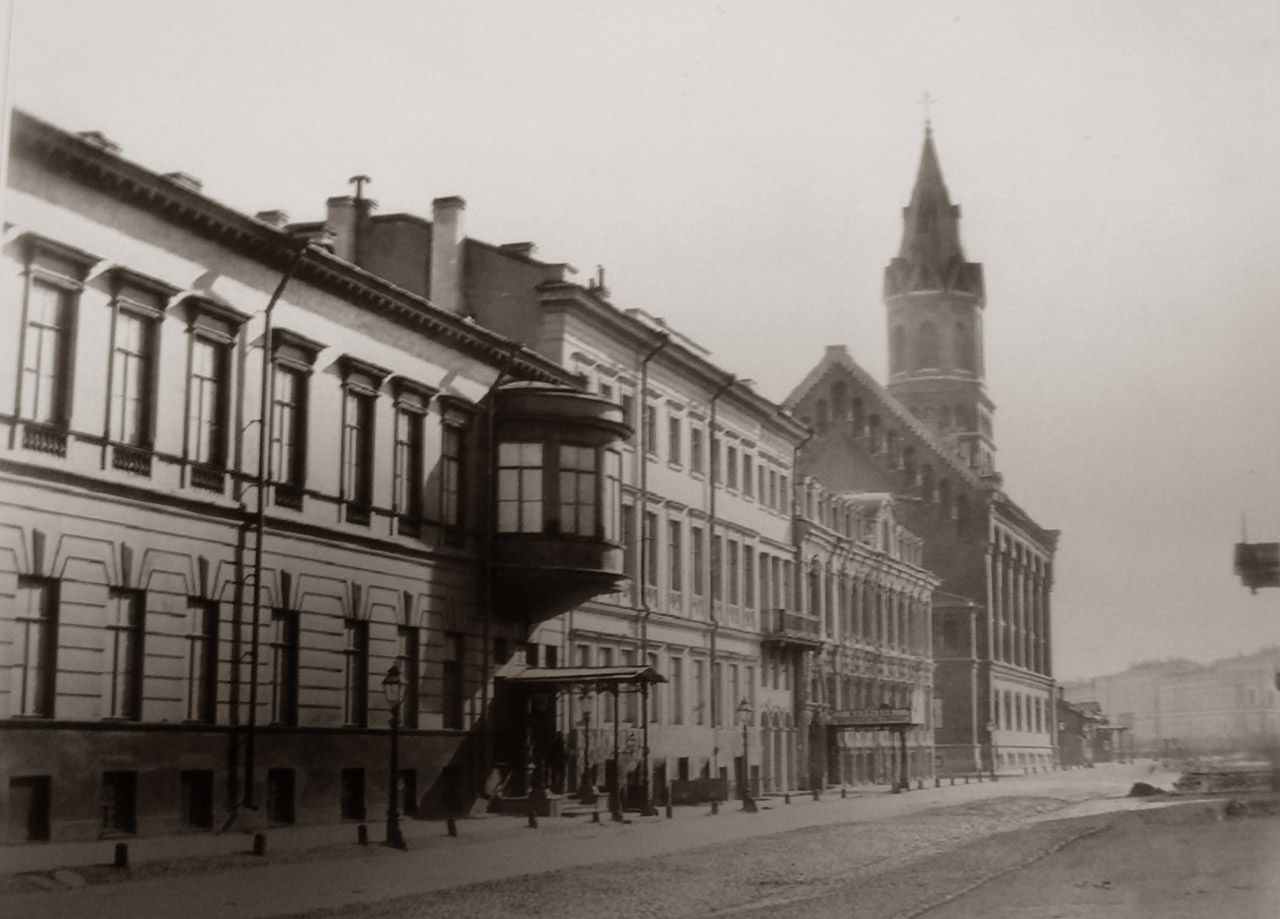
Здание особняка А. А. Половцева, где теперь находится Дом архитектора на Большой Морской, 52. Фотография (1860)

Региональная творческая общественная организация Союза архитекторов России "Санкт-Петербургский Союз архитекторов" — старейшее региональное добровольное профессиональное творческое общественное объединение архитекторов Санкт-Петербурга, основанное на персональном членстве. Преемник Петербургского общества архитекторов.

## История
Санкт-Петербургский Союз архитекторов основан 2 июня 1932 года, когда на общем собрании архитекторов Ленинграда было образовано Ленинградское отделение Союза советских архитекторов (ЛОСА).
В дореволюционные годы предшественником организации было Петербургское общество архитекторов, которое прекратило существование в 1932 году в связи с образованием ЛОСА.
Его созданию способствовало  принятое весной 1932 года постановлением Политбюро ЦК ВКП(б) «О перестройке литературно-художественных организаций», которым, в частности, предусматривался роспуск существовавших литературных и художественных организаций и групп и образование единых творческих союзов. Распоряжением Ленсовета В 1934-м году Союзу передается особняк на Б.Морской д. 52, который теперь официально называется «Дом Архитектора». После переименования города стал называться «Санкт-Петербургский Союз архитекторов» (СПОСА).
В 1993 году — Санкт-Петербургская организация Союза архитекторов РФ (ПОСА РФ) переименовывается в Санкт-Петербургский Союз архитекторов России (СПб САР).
В 2000 году — Санкт-Петербургский Союз архитекторов России был переименован в Региональную творческую общественную организацию Союза архитекторов России «Санкт-Петербургский союз архитекторов».
Первыми членами ЛОСА были такие мастера, как Никольский А.С., Катонин Е.И., Гегелло А.И., Лангбард И.Г., Ильин Л.А., Чернихов Я.Г., Малевич К.С., Митурич Н.А., Оль А.А.,Троцкий, Н. А.
Общая численность членов Санкт-Петербургского Союза Архитекторов на 01.01.2016 – 1343 человека.

## Руководители
Среди архитекторов, возглавлявших Союз в разные годы были:
- Мейсель, Михаил Николаевич
- Каменский, Валентин Александрович
- Гегелло, Александр Иванович
- Лукин, Яков Николаевич
- Сперанский, Сергей Борисович
- Булдаков, Геннадий Никанорович
- Попов, Владимир Васильевич

## Структура
- Высшим органом управления Союза является отчетно-выборная конференция, собираемая раз в четыре год.
- Во временных промежутках между конференциями деятельность Союза регулирует Правление и Президиум правления.

Правление Санкт-Петербургского Союза архитекторов находится по адресу: 190068, Санкт-Петербург, ул. Большая Морская, д. 52.

## Выставки
В залах Союза регулярно проводятся профессиональные архитектурные, групповые и персональные художественные выставки.

## Премии и конкурсы
Основным конкурсом, проводимым Союзом  раз в год, является профессиональный творческий конкурс «Архитектон». По его итогам вручается ряд региональных премий и дипломов.

## Периодические издания
Союз регулярно издает информационно-аналитический журнал «Архитектурный Петербург».